# 珍妮佛·康納莉
珍妮花·琳恩·康納莉（英語：Jennifer Lynn Connelly；1970年12月12日—），美國女演員，奧斯卡獎得主。十幾歲起即在電影產業工作，並且因為參與《魔幻迷宮》和《浪漫俏冤家》等電影的演出而獲得知名度，但一直到2000年演出《迷上癮》和2001年的傳記電影《美麗境界》獲得奧斯卡最佳女配角獎後演技才獲得大眾認同。

## 早期生活
康納莉出生於紐約州的卡茲奇山。她的父親傑勒德（Gerard）是一名成衣製造商，擁有挪威及愛爾蘭血統，並篤信天主教。她的母親艾琳（Eileen）是一名古董交易員，來自猶太家庭。康納莉的外祖父是俄羅斯猶太移民，外祖母則是波蘭猶太移民。康納莉小時候有四年住在紐約州的伍德斯托克地區，其餘時間則在紐約市的布魯克林高地成長，並就讀於聖安學校。

## 演藝生涯

### 早期
珍妮佛·康納莉的父親在從事服裝業時結識了一位廣告主管，這位主管建議康納莉參加模特兒經紀公司的試鏡。康納莉的演藝生涯自10歲起展開，最早出現在報紙和雜誌的廣告中，隨後開始參與電視廣告。她的第一個電影角色是在塞吉歐·李昂尼1984年的黑幫片《美国往事》中飾演年輕的黛博拉·吉利（Deborah Gelly）。之後，她參與了義大利導演達利歐·阿基多的電影《驚變》（1985），並在《情意綿綿》中展現了她的成熟演技。
1986年，康納莉憑藉電影《魔幻迷宮》成為大明星。她在片中飾演Sarah，一位希望弟弟被妖精王帶走後進入妖精世界的青少女。雖然《魔王迷宮》的冒險情節讓人聯想到《愛麗絲夢遊仙境》、《大青蛙布偶秀》和蒙提·派森，Sarah最終成功救出了弟弟。該片由導演吉姆·亨森、蒙提·派森的成員斯與設計師布萊恩·弗勞德等人一同合作製作，雖然當時票房不佳，但多年來成為了一部備受喜愛的經典作品。
然而，《魔王迷宮》之後，康納莉的演藝事業進展似乎停滯。她拍攝了幾部較不知名的電影，如1988年的《星光迷乱》和《女孩們》，以及1990年由丹尼斯·霍柏執導的《激情沸點》，直到1991年的《浪漫俏冤家》獲得了較多年輕人的喜愛與歡迎。但是康納莉在《激情沸點》和《神采飛揚》的性感表演，尤其是前者中的首次上空演出，讓原本的清純形象受到了挑戰。此時，她也開始在耶魯大學研修英語文學，之後轉學至史丹佛大學，但最終未完成學業。
1991年，康納莉主演了迪士尼的大成本電影《火箭手》，但這部電影未能提升她的事業。在1995年，她在約翰·辛格頓的《校園大衝突）中飾演一位同性戀女大學生。1996年，她參演了獨立電影《遠方的港口》，這部陰鬱的作品展示了她以往未曾表現過的演技寬度。
隨後，康納莉在一些小型但口碑較好的電影中表現出色，如1997年的《愛的秘密》和2000年的《靈幻奇緣》。1998年，她在科幻電影《移魂都市》中與盧夫斯·塞維爾、威廉·赫特、伊恩·里察森和基佛·蘇德蘭等人合作，獲得了好評。康納莉也在傳記電影《筆羈人生》中重現了她的清純形象，飾演主角的情婦角色。

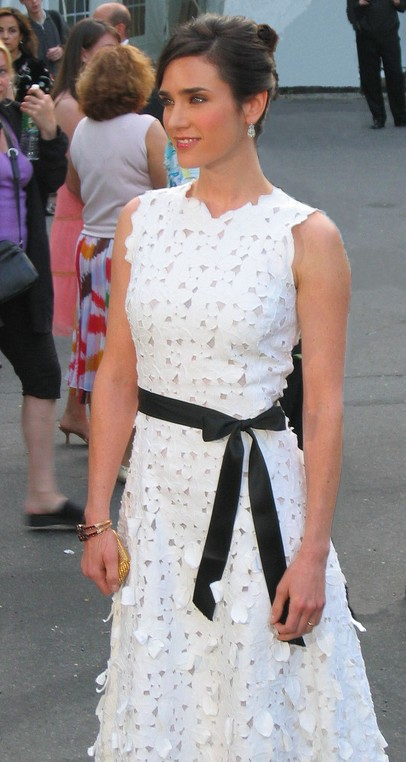
康納莉2005年6月2日在紐約中央公園.

### 突破

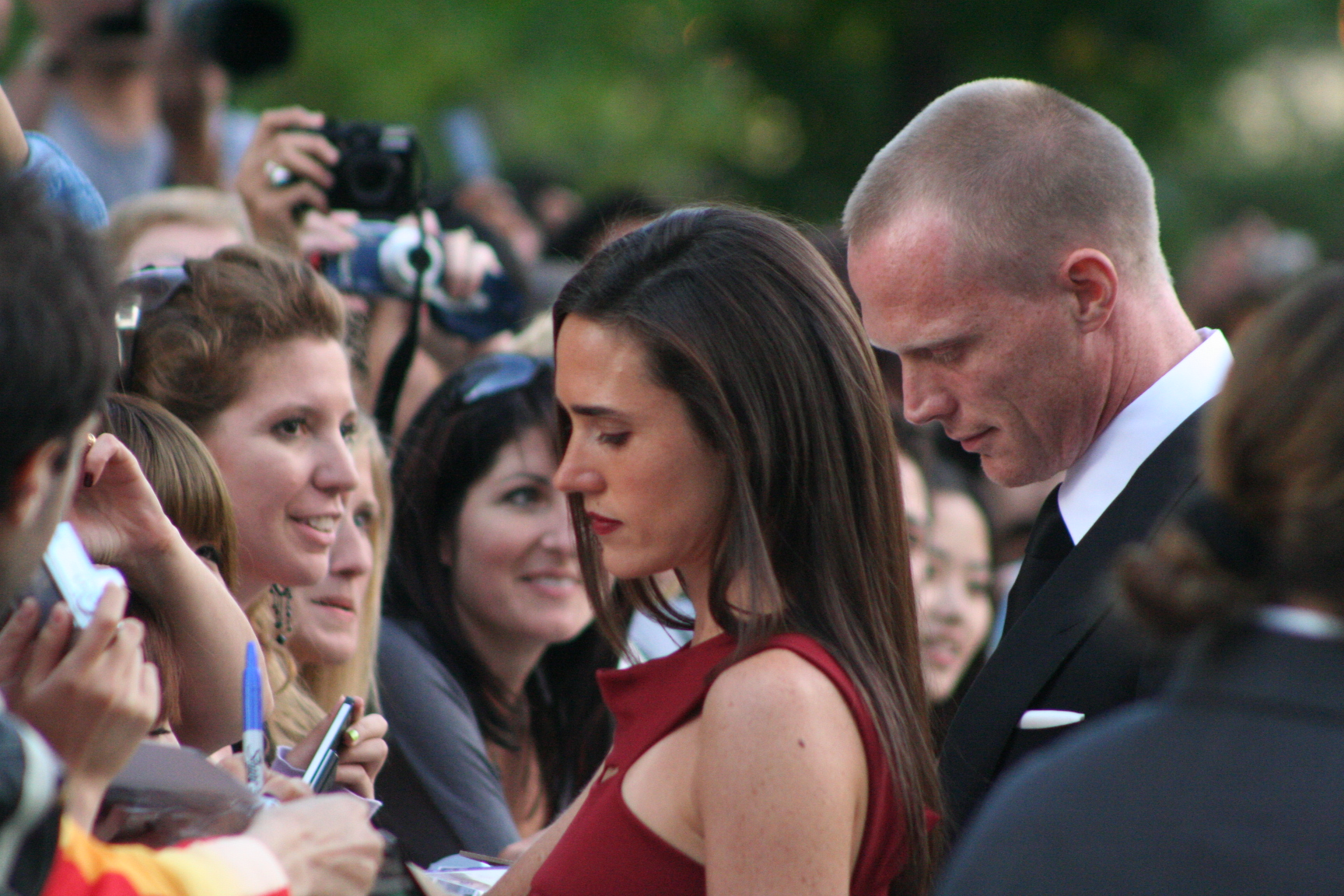
康納莉和他的丈夫保羅·彼特尼在2009年多伦多国际电影节

長期以來康納莉姣好的容貌身材比她的智慧更為人所熟知，在進入21世紀之時她徹底的改變形象，也開啟了她事業上的新契機。康納莉最大的突破終於在2000年演出《迷上癮》時到來，這部由康納莉與謝拉·力圖演出的懸疑實驗電影，講述的是因沈迷於海洛因而面臨崩潰的故事。本片在影評上獲得極大的成功（即使在票房上並非如此），確立了她成為一位專業嚴謹女演員的位置，也留下了她在劇情片中第一次露第三點的紀錄。
在她接著演出2001年導演朗·霍華的電影《美麗境界》之後，康納莉的巨星地位更往上躍升。在本片中康納莉詮釋了"Alicia Nash"這個角色，片中她的角色是天才數學家约翰·（由羅素·高爾飾演）的妻子，卻因丈夫患有精神分裂症而受到很多痛苦折磨。本片由真實故事改編，在影片與票房上都相當成功，也讓康納莉贏得了一座奧斯卡金像獎最佳女配角獎。
在2003年康納莉演出了兩部電影，分別為《綠巨人浩克》 與《塵霧家園》。《绿巨人》雖在票房上因不夠理想讓人有些失望，但也讓康納莉有機會與知名導演李安合作。《塵霧家園》則是由安德魯·杜伯斯三世的同名小說改編而來，則讓人聯想到在90年代她演出獨立電影的那個時期。
康納莉在2005年演出了恐怖電影《鬼水》，本片是由日本知名電影改編而來。

## 私人生活

### 感情狀態
在拍攝《火箭手》期間，康納莉與男主角比利·坎貝爾展開了一段戀情。兩人曾訂婚，但於1996年分手，結束5年的感情。隨後，康納莉與攝影師大衛·杜根（David Dugan）交往，兩人育有一子，該子於1997年出生。
2003年1月1日，康納莉與演員保羅·貝特尼在蘇格蘭舉行了一場私人家庭婚禮。他們在合作電影《美丽心灵》時相識。他們育有一男一女，兒子於2003年出生，女兒於2011年出生。他們起初一起住在翠，後來搬到了布魯克林高地。

### 慈善事業
2005年11月14日，康納莉被任命為國際特赦組織的人權教育大使。她也曾出現在一則廣告中，強調全球對潔淨水的需求，並為非營利組織——慈善：水募集非洲、印度及中美洲的鑽井項目捐款。2009年5月2日，她參加了露華濃年度5公里女性健跑／健行活動。2012年5月，康納莉被任命為救助兒童會的大使，倡導美國及全球兒童的權利。

## 演出作品

### 電影
| 年份 | 片名             | 角色                           | 導演                          | 備註 |
| ---- | ---------------- | ------------------------------ | ----------------------------- | ---- |
| 1984 | 美国往事         | 年輕的黛博拉·吉利              | 塞吉歐·李昂尼                 |      |
| 1985 | 驚變             | 珍妮佛·科爾維諾                | 達利歐·阿基多                 |      |
| 1985 | 情意綿綿         | 娜塔莉·貝克爾                  | 琳達·費佛曼                   |      |
| 1986 | 魔幻迷宮         | 薩拉娜·威廉斯                  | 吉姆·韓森                     |      |
| 1988 | 女孩們           | 阿克的加布里埃拉               | 邁克爾·霍夫曼                 |      |
| 1989 | 星光迷乱         | 克萊爾·漢密爾頓／娜塔莉·霍瓦特 | 彼得·德爾蒙特                 |      |
| 1990 | 激情沸點         | 格洛麗亞·哈珀                  | 丹尼斯·霍柏                   |      |
| 1991 | 浪漫俏冤家       | 喬西·麥克萊倫                  | 布萊恩·戈登                   |      |
| 1991 | 火箭手           | 簡妮·布萊克                    | 喬·約翰斯頓                   |      |
| 1994 | 英雄戰場         | 艾琳                           | 貝蒂·卡普蘭                   |      |
| 1995 | 校園大衝突       | 塔林                           | 約翰·辛格頓                   |      |
| 1996 | CIA驚世大行動    | 艾莉森·龐德                    | 李·塔瑪何瑞                   |      |
| 1996 | 遠方的港口       | 艾莉                           | 約翰·哈德爾斯（John Huddles） |      |
| 1997 | 愛的秘密         | 埃莉諾·阿博特                  | 帕特·歐康納                   |      |
| 1998 | 移魂都市         | 艾瑪·默達／安娜                | 亞歷士·普羅亞斯               |      |
| 2000 | 靈幻奇緣         | 薩拉·威廉斯                    | 凱西·高登                     |      |
| 2000 | 迷上癮           | 馬里恩·西爾弗                  | 戴倫·艾洛諾夫斯基             |      |
| 2000 | 筆羈人生         | 露絲·克利格曼                  | 艾德·哈里斯                   |      |
| 2001 | 美麗境界         | 艾莉西亞·奈許                  | 朗·霍華                       |      |
| 2003 | 綠巨人浩克       | 貝蒂·羅斯                      | 李安                          |      |
| 2003 | 塵霧家園         | 凱西·尼科洛                    | 瓦迪姆·佩爾曼                 |      |
| 2005 | 鬼水             | 達麗婭·威廉斯                  | 華特·薩勒斯                   |      |
| 2006 | 身为人母         | 凱西·阿達姆森                  | 陶德·菲爾德                   |      |
| 2006 |                  | 曼迪·博文                      | 愛德華·茲維克                 |      |
| 2007 | 衝擊之路         | 格蕾絲·勒納                    | 泰瑞·喬治                     |      |
| 2008 | 地球停轉日       | 海倫·班森                      | 史考特·德瑞森                 |      |
| 2008 | 魔法天書         | 羅珊                           | 伊恩·索夫特利                 | 客串 |
| 2009 | 收錯愛情風       | 珍寧·甘德斯                    | 肯·克皮斯                     |      |
| 2009 | 机器人9号        | 機器人角色7號                  | 申·阿克                       | 配音 |
| 2009 | 愛，進化         | 艾瑪·達爾文                    | 喬恩·艾米爾                   |      |
| 2010 | 犀利小三         | 維珍尼亞                       | 達斯汀·蘭斯·布雷克            |      |
| 2011 | 劈腿困境         | 伊莉莎白                       | 朗·霍華                       |      |
| 2011 | 信我者，得往生   | 葛溫‧范德維爾                  | 喬治·拉特利夫                 |      |
| 2012 | 困在愛中         | 艾麗卡                         | 喬許·布恩                     |      |
| 2014 | 冬日奇緣         | 維吉尼亞·加梅利                | 阿奇瓦·高斯曼                 |      |
| 2014 | 在空中           | 娜娜·昆寧                      | 克勞迪雅·洛薩                 |      |
| 2014 | 挪亞：滅世啟示   | 拿瑪                           | 戴倫·艾洛諾夫斯基             |      |
| 2014 | 庇護所           | 漢娜                           | 保羅·貝特尼                   |      |
| 2016 | 美國心風暴       | 黛恩·達威爾·黎沃夫             | 伊旺·麥奎格                   |      |
| 2017 | 蜘蛛人：返校日   | 凱倫                           | 乔恩·沃茨                     | 聲音 |
| 2017 | 無路可退         | 亞曼妲·瑪希                    | 約瑟·高辛斯基                 |      |
| 2019 | 銃夢：戰鬥天使   | 千蓮博士                       | 勞勃·羅里葛茲                 |      |
| 2022 | 捍衛戰士：獨行俠 | 潘妮·班傑明                    | 約瑟·高辛斯基                 |      |
| 2023 | 不良行為         | 露西                           | 愛麗絲·恩格勒特               |      |

### 電視
| 年份      | 劇名       | 角色          | 備註         |
| --------- | ---------- | ------------- | ------------ |
| 1992      | 正義之心   | 艾瑪·伯吉斯   | 電視電影     |
| 2000–2001 | 慾望華爾街 | 凱瑟琳·米勒   | 12集主要角色 |
| 2020–2024 | 列车       | 瑪蘭妮·卡維爾 | 主要角色     |
| 2024      | 人生複本   | 丹妮樂·戴申   | 主要角色     |

### 音樂錄影帶
| 年份 | 歌名                            | 歌手        | 角色           |
| ---- | ------------------------------- | ----------- | -------------- |
| 1983 | Union of the Snake              | 杜蘭杜蘭    | 地下邪教成員   |
| 1984 | The Seventh Stranger            | 杜蘭杜蘭    | 聚光燈下的女孩 |
| 1987 | Always with Me, Always with You | 乔·沙翠亞尼     | 女孩           |
| 1992 | I Drove All Night               | 羅伊·奧比森 | 年輕女子       |
| 2007 | Killers Kill, Dead Men Die      |             | 告密者         |

## 外部連結
- 珍妮佛·康納莉的Facebook專頁
- 珍妮佛·康納莉在互联网电影资料库（IMDb）上的資料（英文）

| 獎項                          | 獎項                                         | 獎項                                 |
| ----------------------------- | -------------------------------------------- | ------------------------------------ |
| 上一届： 《筆羈人生》         | 奧斯卡最佳女配角 2001年 《美麗境界》         | 下一届： 凯瑟琳·泽塔-琼斯 《芝加哥》 |
| 上一届： 姬·韓遜 《成名在望》 | 金球獎最佳電影女配角 2001年 《美麗境界》     | 下一届： 梅莉·史翠普 《蘭花賊》      |
| 上一届： 《舞動人生》         | 英國電影學院獎最佳女配角 2001年 《美麗境界》 | 下一届： 凯瑟琳·泽塔-琼斯 《芝加哥》 |